# Список чемпіонів Грецької Суперліги
Перший розіграш чемпіонату Греції відбувся у 1906 році.  Але до сезону 1927—28 вважався неофіційним турніром. Існував під назвою Панеллінський чемпіонат. Це не був повний національний турнір. Регіональні чемпіони найбільших футбольних асоціацій (Афін, Пірея, Салонік та Патри) формували національну групу, між якими і розігрували титул національного чемпіона. Починаючи із сезону 1959—60 він почав називатися Альфа Етнікі, і став загальнонаціональним, у такому самому форматі як і зараз. З сезону 2006—07 ліга змінила назву на Грецька Суперліга, якою вона і залишається дотепер.

## Список чемпіонів
| Сезон   | Чемпіон                                 |
| ------- | --------------------------------------- |
| 1927—28 | «Аріс»                                  |
| 1928—29 | не проводився                           |
| 1929—30 | «Панатінаїкос»                          |
| 1930—31 | «Олімпіакос»                            |
| 1931—32 | «Аріс»                                  |
| 1932—33 | «Олімпіакос»                            |
| 1933—34 | «Олімпіакос»                            |
| 1934—35 | не проводився                           |
| 1935—36 | «Олімпіакос»                            |
| 1936—37 | «Олімпіакос»                            |
| 1937—38 | «Олімпіакос»                            |
| 1938—39 | АЕК                                     |
| 1939—40 | АЕК                                     |
| 1940—41 | не проводився через Другу світову війну |
| 1941—42 | не проводився через Другу світову війну |
| 1942—43 | не проводився через Другу світову війну |
| 1943—44 | не проводився через Другу світову війну |
| 1944—45 | не проводився через Другу світову війну |
| 1945—46 | «Аріс»                                  |
| 1946—47 | «Олімпіакос»                            |
| 1947—48 | «Олімпіакос»                            |
| 1948—49 | «Панатінаїкос»                          |
| 1949—50 | не проводився                           |
| 1950—51 | «Олімпіакос»                            |
| 1951—52 | не проводився                           |
| 1952—53 | «Панатінаїкос»                          |
| 1953—54 | «Олімпіакос»                            |
| 1954—55 | «Олімпіакос»                            |
| 1955—56 | «Олімпіакос»                            |
| 1956—57 | «Олімпіакос»                            |
| 1957—58 | «Олімпіакос»                            |
| 1958—59 | «Олімпіакос»                            |

| Сезон   | Чемпіон        |
| ------- | -------------- |
| 1959—60 | «Панатінаїкос» |
| 1960—61 | «Панатінаїкос» |
| 1961—62 | «Панатінаїкос» |
| 1962—63 | АЕК            |
| 1963—64 | «Панатінаїкос» |
| 1964—65 | «Панатінаїкос» |
| 1965—66 | «Олімпіакос»   |
| 1966—67 | «Олімпіакос»   |
| 1967—68 | АЕК            |
| 1968—69 | «Панатінаїкос» |
| 1969—70 | «Панатінаїкос» |
| 1970—71 | АЕК            |
| 1971—72 | «Панатінаїкос» |
| 1972—73 | «Олімпіакос»   |
| 1973—74 | «Олімпіакос»   |
| 1974—75 | «Олімпіакос»   |
| 1975—76 | ПАОК           |
| 1976—77 | «Панатінаїкос» |
| 1977—78 | АЕК            |
| 1978—79 | АЕК            |
| 1979—80 | «Олімпіакос»   |
| 1980—81 | «Олімпіакос»   |
| 1981—82 | «Олімпіакос»   |
| 1982—83 | «Олімпіакос»   |
| 1983—84 | «Панатінаїкос» |
| 1984—85 | ПАОК           |
| 1985—86 | «Панатінаїкос» |
| 1986—87 | «Олімпіакос»   |
| 1987—88 | «Лариса»       |
| 1988—89 | АЕК            |
| 1989—90 | «Панатінаїкос» |
| 1990—91 | «Панатінаїкос» |

| Сезон   | Чемпіон        |
| ------- | -------------- |
| 1991—92 | АЕК            |
| 1992—93 | АЕК            |
| 1993—94 | АЕК            |
| 1994—95 | «Панатінаїкос» |
| 1995—96 | «Панатінаїкос» |
| 1996—97 | «Олімпіакос»   |
| 1997—98 | «Олімпіакос»   |
| 1998—99 | «Олімпіакос»   |
| 1999—00 | «Олімпіакос»   |
| 2000—01 | «Олімпіакос»   |
| 2001—02 | «Олімпіакос»   |
| 2002—03 | «Олімпіакос»   |
| 2003—04 | «Панатінаїкос» |
| 2004—05 | «Олімпіакос»   |
| 2005—06 | «Олімпіакос»   |
| 2006—07 | «Олімпіакос»   |
| 2007—08 | «Олімпіакос»   |
| 2008—09 | «Олімпіакос»   |
| 2009—10 | «Панатінаїкос» |
| 2010—11 | «Олімпіакос»   |
| 2011—12 | «Олімпіакос»   |
| 2012—13 | «Олімпіакос»   |
| 2013—14 | «Олімпіакос»   |
| 2014—15 | «Олімпіакос»   |
| 2015—16 | «Олімпіакос»   |
| 2016—17 | «Олімпіакос»   |
| 2017—18 | АЕК            |
| 2018—19 | ПАОК           |
| 2019—20 | «Олімпіакос»   |
| 2020—21 | «Олімпіакос»   |

### Титулів за клубами
| Клуб           | Кількість титулів | Сезони | Примітки          |
| -------------- | ----------------- | --- | ----------------- |
| «Олімпіакос»   | 46                | 1931, 1933, 1934, 1936, 1937, 1938, 1947, 1948, 1951, 1954, 1955, 1956, 1957, 1958, 1959, 1966, 1967, 1973, 1974, 1975, 1980, 1981, 1982, 1983, 1987, 1997, 1998, 1999, 2000, 2001, 2002, 2003, 2005, 2006, 2007, 2008, 2009, 2011, 2012, 2013, 2014, 2015, 2016, 2017, 2020, 2021 | [ 1 ] [ 2 ] [ 3 ] |
| «Панатінаїкос» | 19                | 1930, 1949, 1953, 1960, 1961, 1962, 1964, 1965, 1969, 1970, 1972, 1977, 1984, 1986, 1990, 1991, 1995, 1996, 2004, 2010 | [ 1 ] [ 4 ] [ 5 ] |
| АЕК            | 12                | 1939, 1940, 1963, 1968, 1971, 1978, 1979, 1989, 1992, 1993, 1994, 2018 | [ 1 ] [ 6 ]       |
| «Аріс»         | 3                 | 1928, 1932, 1946 | [ 1 ]             |
| ПАОК           | 3                 | 1976, 1985, 2019 | [ 1 ]             |
| «Лариса»       | 1                 | 1988 | [ 1 ]             |